# 阿普斯多夫
阿普斯多夫是德国石勒苏益格－荷尔斯泰因州的一个市镇。总面积12.10平方公里，总人口272人，其中男性150人，女性122人（2011年12月31日），人口密度22人/平方公里。